# Skënder Gega
Skënder Gega (* 14. November 1963 in Tropojë) ist ein ehemaliger albanischer Fußballspieler und derzeitiger Trainer.

## Karriere

### Spielerlaufbahn

#### Verein
1983 begann seine Karriere als Profi-Fußballspieler beim albanischen Verein FK Partizani Tirana. In der Saison 1986/87 gewann er mit dem Team die albanische Meisterschaft. 1990 wechselte er von dort nach Deutschland zu den Sportfreunde Siegen, für die er nach eigenen Angaben bis 1995 aktiv war. Durch externe Quellen gesichert ist jedenfalls seine Kaderzugehörigkeit von 1992 bis 1993. 1995/96 soll er erneut Spieler von Partizani Tirana gewesen sein.

#### Nationalmannschaft
Zudem kam er von 1987 bis 1989 auch für die albanische Nationalmannschaft in zehn offiziellen Länderspielen zum Einsatz. Dabei gehörte er nach Eigenauskunft von 1983 bis 1990 der Nationalmannschaft an. und soll 32 Spiele absolviert haben.

### Trainertätigkeit
Er war sowohl als Direktor als auch als Trainer für den albanischen Club Partizan tätig.
Zwischenzeitlich hat Gega in den USA gelebt, war dort als Trainer der U-17-Frauen-Nationalmannschaft tätig und trainierte in der Saison 2008 die Frauen der Seton Hall University.
Mindestens im Jahr 2011 lebte er in Albanien und trainierte ab Februar jenes Jahres zunächst die albanische U-19-Auswahl. Im Oktober 2011 übernahm er als Trainer die U-21-Nationalmannschaft Albaniens. Für diese zeichnete er bis zum 24. Juni 2015 verantwortlich. Ab dem Folgetag übernahm er das Traineramt beim kuweitischen Klub al-Dschahra. Auf seinem eigenen LinkedIn-Profil gibt er dagegen als Zeitpunkt der Aufnahme der letztgenannten Tätigkeit den Februar 2015 an.